# سن-فردیناند، کبک
سن-فردیناند (به فرانسوی: Saint-Ferdinand) شهری در منطقه شهری لرابل ناحیه سانتر-دو-کبک در استان کبک کانادا است. در سرشماری سال ۲۰۱۱ این شهر ۲٬۳۸۶ نفر جمعیت داشته‌است و مساحت آن ۱۳۷٫۰۷ کیلومتر مربع است.